# Mataguayo
Les Mataguayos, également appelés dans diverses sources d'origine jésuite Mataguas, Mataguay ou Mataguayes, étaient un peuple amérindien aujourd'hui éteint du Gran Chaco qui habitait certains territoires de l'Argentine et du Paraguay. 
Leur langue faisait partie de la famille des langues mataco-guaicurú, sous-famille mataguayo, encore appelée mataco-maká. Par extension, on a l'habitude d'appeler Mataguayos l'ensemble de cette sous-famille.
Los Mataguayos étaient très apparentés aux Wichís et aux Chorotes. Certaines sources coloniales espagnoles (Hervás, 1785) signalent les tribus aujourd'hui éteintes des Agoyas, des Teutes, des Tainoas ou Tainuyes, des Tañis, des Palomos et des Oxotas, comme faisant partie ou apparentées aux Mataguayos.